# Maria Magdalena của Áo
Maria Magdalena của Áo (7 tháng 10 năm 1589 – 1 tháng 11 năm 1631) là Công tước phu nhân xứ Toscana thông qua hôn nhân với Cosimo II de' Medici. Maria Magdalena có tám người con với Cosimo, gồm một Công tước phu nhân xứ Parma, một Đại công tước xứ Toscana và một Đại vương công phu nhân của Ngoại Áo. Vì con trai còn nhỏ tuổi kế vị, Maria Magdalena và mẹ chồng đã đảm nhiệm vai trò nhiếp chính từ năm 1621 đến năm 1628. Maria Magdalena mất ngày 1 tháng 11 năm 1631 tại Passau.

## Hậu duệ
1. Maria Cristina de' Medici (24 tháng 8 năm 1609 – 9 tháng 8 năm 1632), Maria Cristina có thể bị dị dạng về thể chất hoặc có vấn để về tâm thần[1]
2. Ferdinando II de' Medici, Đại Công tước xứ Toscana (14 tháng 7 năm 1610 – 23 tháng 5 năm 1670) kết hôn với Vittoria della Rovere.
3. Giovan Carlo de' Medici (24 tháng 7 năm 1611 – 23 tháng 1 năm 1663) được tấn phong Hồng y năm 1644.
4. Margherita de' Medici (31 tháng 5 năm 1612 – 6 tháng 2 năm 1679) kết hôn với Odoardo I xứ Parma.
5. Mattias de' Medici (9 tháng 5 năm 1613 – 14 tháng 10 năm 1667) được bổ nhiệm làm Thống đốc Siena.
6. Francesco de' Medici (16 tháng 10 năm 1614 – 25 tháng 7 năm 1634).
7. Anna de' Medici (21 tháng 7 năm 1616 – 11 tháng 9 năm 1676) kết hôn với Ferdinand Karl I của Ngoại Áo (1628–1662)
8. Leopoldo de' Medici (6 tháng 11 năm 1617 – 10 tháng 11 năm 1675), được tấn phong Hồng y năm 1667.